# Raymond W. Mack
Raymond Wright Mack (* 1927; † 25. August 2011 in Chapel Hill, North Carolina) war ein US-amerikanischer Soziologe, der als Professor an der Northwestern University forschte und lehrte. 1969/70 amtierte er als Präsident der Society for the Study of Social Problems. Seine Forschungsschwerpunkte waren „Rassenbeziehungen“ (Race Relations) und Stadtsoziologie.

## Leben
Mack machte 1949 den Bachelor-Abschluss am Baldwin-Wallace College in Berea (Ohio) und wechselte dann an die University of North Carolina, wo er 1951 das Master-Examen ablegte und 1953 zum Ph.D. promoviert wurde. Nachdem er kurze Zeit Dozent an der University of Mississippi gewesen war, ging er noch 1953 an die Northwestern University, an der er bis zu seiner Emeritierung 1992 wirkte. An der Northwestern University war er von 1968 bis 1971 Direktor des Center for Urban Affairs und anschließend Vizepräsident, Kanzler und Dekan. 1987 kehrte er zur Vollzeitlehre zurück.

## Schriften (Auswahl)
- Transforming America. Patterns of social change. 2. Auflage, Random House, New York 1979, ISBN 0394322274.
- Race, class, and power. 2. Auflage, American Book Co., New York 1968.
- Mit Kimball Young: Sociology & social life. 4. Auflage, American Book Co., New York 1968.
- Mit Kimball Young: Principles of sociology. A reader in theory & research. 3. Auflage, American Book Co., New York 1965.